# Volviendo a casa (película de 2019)
Volviendo a casa es una película argentina de 2019 dirigida y escrita por Ricardo Preve. Definida por el propio director como una producción de docuficción, Volviendo a casa se basa en la historia de Carlo Acefalo, marinero italiano que falleció cerca de las costas de Sudán durante la Segunda Guerra Mundial y cuyos restos fueron repatriados a su país natal en 2018. La película tuvo un exitoso paso por los festivales internacionales, cosechando premios y nominaciones.

## Sinopsis
Durante la Segunda Guerra Mundial, el submarino italiano Macallé naufragó en el Mar Rojo, cerca de las costas de Sudán. 45 miembros de la tripulación terminaron en una isla desierta. El suboficial Carlo Acefalo falleció en la isla, siendo enterrado por sus compañeros allí mismo. Cerca de 80 años después, un equipo llega al sitio y rescata los restos de Carlo, llevándolos de regreso a su pueblo natal, Castiglione Falletto, para celebrarle una ceremonia fúnebre a la cual asiste casi la totalidad del pueblo.

## Antecedentes, producción y estreno

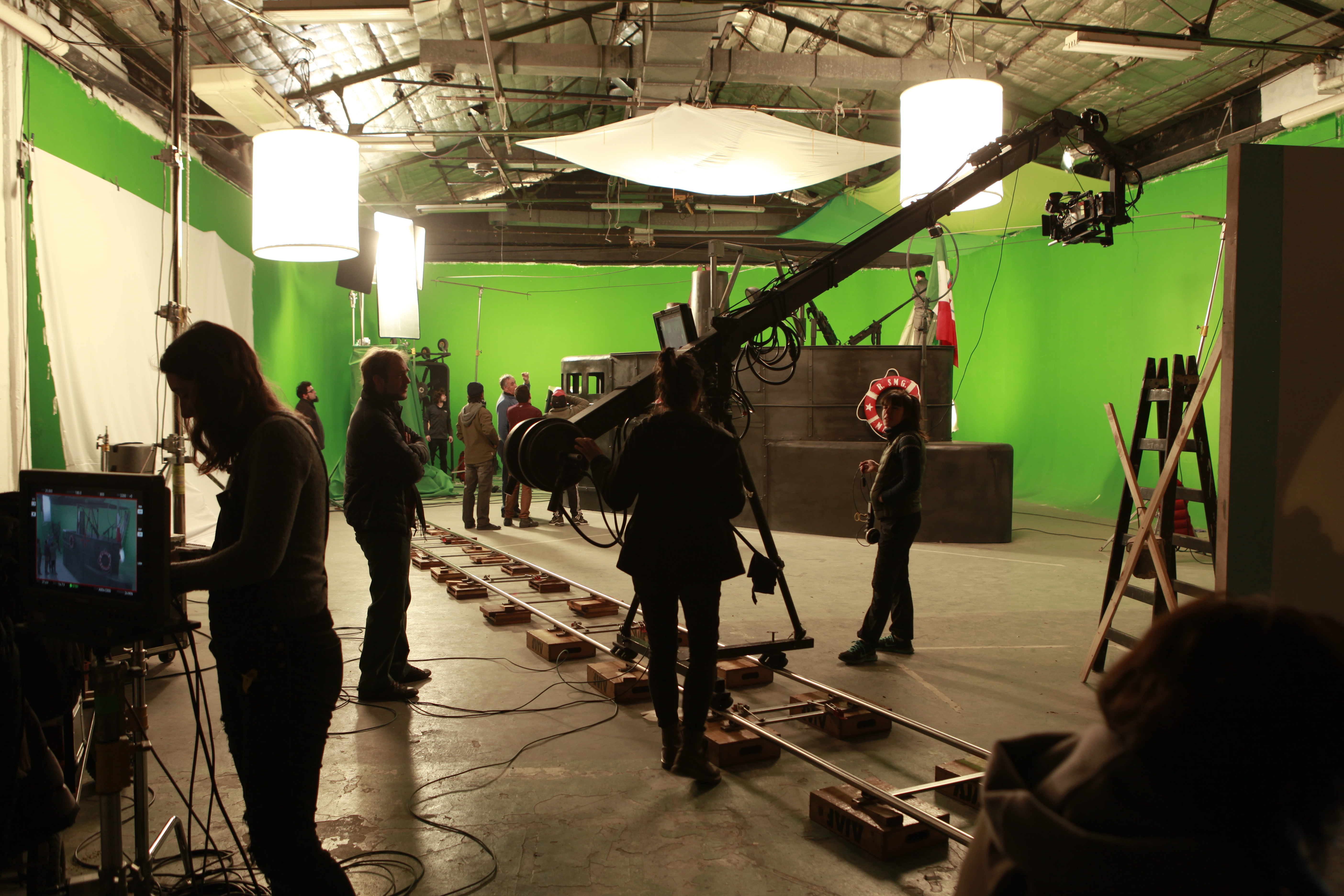
Recreación del submarino Macallé, utilizado en la película.

Preve, un buzo arqueológico certificado, empezó a interesarse en el proyecto cuando realizaba una sesión de fotografía de tiburones cerca de las costas de Sudán. En una de sus expediciones, el cineasta encontró algunas piezas del submarino Macallé. Sus posteriores esfuerzos se centraron en la localización del cuerpo del suboficial Carlo Acefalo, fallecido y enterrado por sus compañeros en una isla desierta.
En el año 2017 fueron rodadas las recreaciones históricas de la película en exteriores del asentamiento de Claromecó y en un estudio en Vicente López, ambos en la provincia de Buenos Aires. Finalizando ese mismo año, el equipo se trasladó a Sudán y asistió a la exhumación y al posterior traslado del cuerpo del suboficial, registrando cada hecho en la cinta. Tras un trabajo que se extendió por aproximadamente cinco años, en 2018 el documental inició su gira por festivales y eventos como los Latitude Film Awards en Londres y el Festival de Cine Latino de Punta del Este en Uruguay, donde empezó a cosechar premios y reconocimientos. En julio de 2019, Volviendo a casa tuvo su estreno en las salas argentinas.

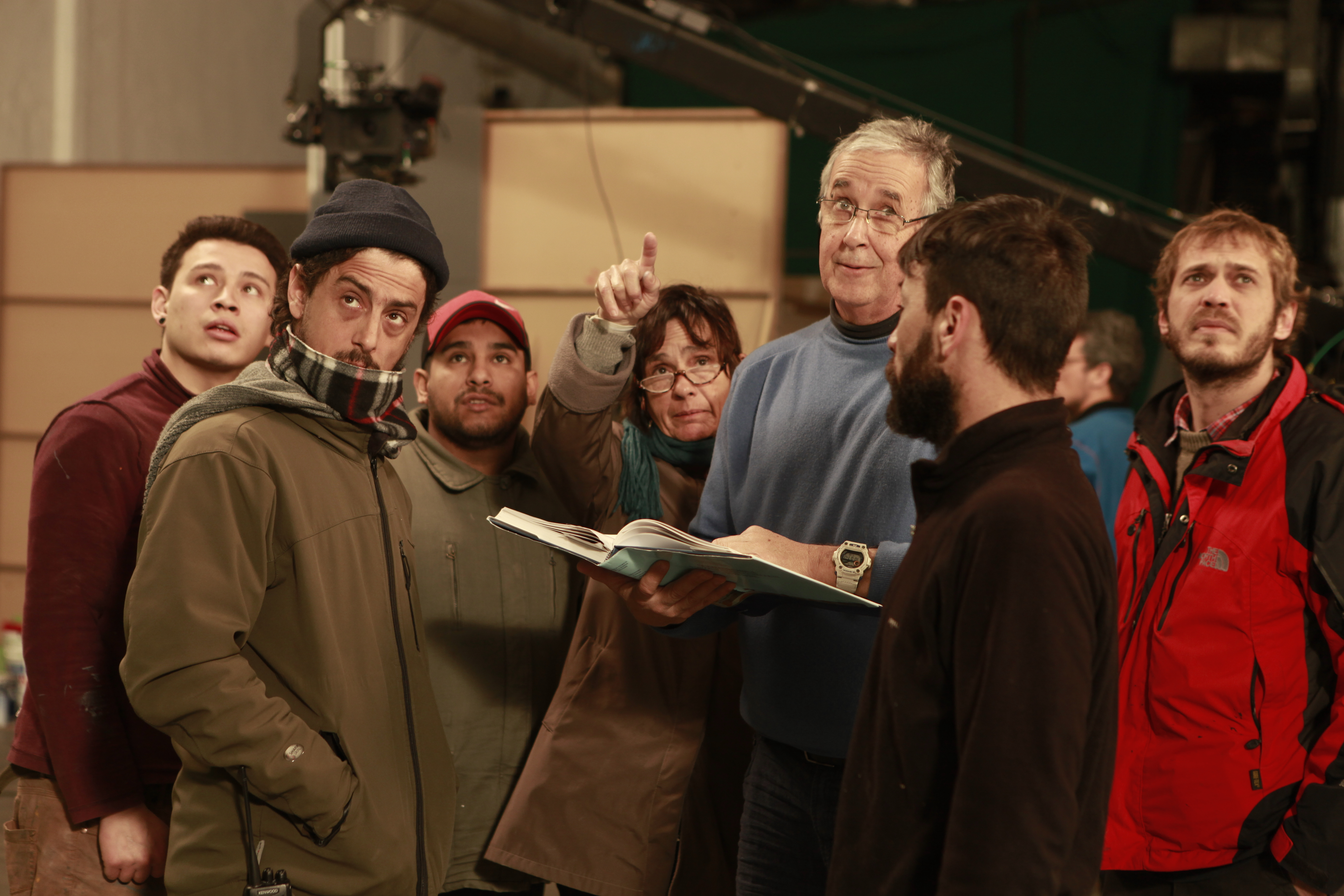
Backstage de la película, 2017.

La película contó con el patrocinio del Instituto Nacional de Cine y Artes Audiovisuales y se financió a través de una campaña de crowdfunding. La Armada Argentina se puso a disposición implementos náuticos que ayudaron a construir la réplica del submarino. Preve se refirió a su obra de la siguiente manera:

«Para mí, esta película era una necesidad. A partir de tomar contacto con esta historia y tener datos sobre el paradero de los restos de uno de sus suboficiales, se hizo necesario tomar registro de la búsqueda y devolver sus restos a la familia, por lo que el registro documental es una buena manera de reconstruir la historia».

## Recepción
Volviendo a casa fue bien recibida por la crítica especializada. Adolfo Martínez del diario La Nación aseguró que «el filme subyuga por sus emotivas escenas y rememora la tragedia ocurrida en nuestro país con el ARA San Juan». Laura Pacheco del portal Escribiendo Cine comentó acerca de la película: «Esta historia conmueve hasta las lágrimas por muchas razones, tiene corazón y quizás se sienta y valore más porque está presente la voz de autor de manera constante». Leonardo D'Espósito afirmó en su reseña para la revista Noticias: «Volviendo a casa es una aventura humana contada con la precisión que requiere un buen cuento, sin caer en subrayados dramáticos y ateniéndose en cada escena a lo que realmente importa». Juan Pablo Cinelli del diario Página/12 alabó el trabajo de Ricardo Preve, afirmando que «el director logra transmitir la pasión aventurera que parece haberlo impulsado a llevar adelante este proyecto». Pablo Arahuete de la página especializada Cinefreaks afirmó que «la introducción de testimonios y charlas sumamente enriquecedoras aportan un valor agregado a un trabajo muy esmerado y riguroso».

## En la cultura popular
En junio de 2021, en el número 2.309 de la revista de historietas italiana Skorpio, se publicó una tira con el título de "Los 44", adaptada del documental y dibujada por el ilustrador gráfico argentino Oscar "Oski" Yáñez, quien fue el artista responsable de la producción de los storyboards para Volviendo a casa. La historieta compara la historia del submarino italiano Macallé con la del submarino argentino A.R.A. San Juan, naufragado en 2017.

## Premios y reconocimientos
| Año  | Evento                                                       | Categoría                                               | Resultado |
| ---- | ------------------------------------------------------------ | ------------------------------------------------------- | --------- |
| 2018 | Festival de Cine Latino de Punta del Este                    | Mejor documental                                        | Ganador   |
| 2018 | Festival de Cine Latino de Punta del Este                    | Premio a la trayectoria (Ricardo Preve)                 | Ganador   |
| 2018 | Latitude Film Awards, Londres                                | Premio bronce a mejor largometraje documental           | Ganador   |
| 2018 | Latitude Film Awards, Londres                                | Premio bronce a mejor música                            | Ganador   |
| 2019 | Accolade Global Film Competition, California                 | Mejor largometraje documental, fotografía y creatividad | Ganador   |
| 2019 | Accolade Global Film Competition, California                 | Originalidad, concepto y música                         | Ganador   |
| 2019 | Los Angeles Motion Picture Festival, California              | Mejor director de documental                            | Ganador   |
| 2019 | Los Angeles Motion Picture Festival, California              | Mejor documental internacional                          | Ganador   |
| 2019 | South European International Film Festival, Valencia         | Mejor película educacional y científica                 | Ganador   |
| 2019 | South European International Film Festival, Valencia         | Mejor largometraje documental                           | Nominado  |
| 2019 | South European International Film Festival, Valencia         | Mejor fotografía en un documental                       | Nominado  |
| 2019 | South European International Film Festival, Valencia         | Mejores efectos especiales o diseño                     | Nominado  |
| 2019 | South European International Film Festival, Valencia         | Mejor música original                                   | Nominado  |
| 2019 | London International Motion Picture Awards, Londres          | Mejor largometraje documental                           | Nominado  |
| 2019 | Dumbo Film Festival, Nueva York                              | Mejor largometraje documental                           | Nominado  |
| 2019 | Festival Internacional de Cine de Madrid                     | Mejor director largometraje documental                  | Nominado  |
| 2019 | Festival Internacional de Cine de Madrid                     | Mejor largometraje documental                           | Nominado  |
| 2020 | VI Sudan Independent Film Festival, Kartúm, Sudán            | Selección oficial                                       | Nominado  |
| 2020 | Impact Doc Awards, California                                | Premio al mérito mejor largometraje documental          | Ganador   |
| 2020 | Puglia International Film Festival, Polignano a Mare, Italia | Mejor largometraje documental                           | Ganador   |